# 日本橋室町
日本橋室町（にほんばしむろまち）は、東京都中央区の地名で、旧日本橋区に当たる日本橋地域内である。現行行政地名は日本橋室町一丁目から日本橋室町四丁目。住居表示実施済区域。

## 概要
東京を代表するメインストリート日本橋北詰の町として、街の表側・裏手問わず老舗の商店が数多く軒を連ねる反面、ビジネス街の色も持ち合わせている。旧三井財閥の祖業である三越日本橋本店（江戸時代の三井越後屋呉服店）が位置しており、旧三井財閥の本社ビルである三井本館や日本橋三井タワーといった三井不動産が所有する複合商業施設など、歴史的経緯から三井グループ関連の施設が集積している。
江戸城内から、常盤橋、日本橋室町、日本橋本町を通り、浅草橋（から浅草）に至る「本町筋」は江戸時代から明治初年まで、江戸＝東京の目抜き通りであった（後にその座は直交する京橋－万世橋間の日本橋大通り（現在の中央通り）に移っていく）。

## 地理
日本橋地域の西側に位置し、千代田区（鍛冶町）との区境に当たる。
河川・橋
- 日本橋川
  - 西河岸橋
  - 日本橋
  - 江戸橋

## 世帯数と人口
2023年（令和5年）1月1日現在（中央区発表）の世帯数と人口は以下の通りである。なお、三丁目の世帯数と人口が少ないので四丁目と合算。
| 丁目                     | 世帯数  | 人口  |
| ------------------------ | ------- | ----- |
| 日本橋室町一丁目         | 106世帯 | 171人 |
| 日本橋室町二丁目         | 32世帯  | 54人  |
| 日本橋室町三丁目・四丁目 | 31世帯  | 52人  |
| 計                       | 169世帯 | 277人 |

### 人口の変遷
国勢調査による人口の推移。
| 年                 | 人口 |
| ------------------ | ---- |
| 1995年（平成7年）  | 244  |
| 2000年（平成12年） | 224  |
| 2005年（平成17年） | 261  |
| 2010年（平成22年） | 307  |
| 2015年（平成27年） | 268  |
| 2020年（令和2年）  | 299  |

### 世帯数の変遷
国勢調査による世帯数の推移。
| 年                 | 世帯数 |
| ------------------ | ------ |
| 1995年（平成7年）  | 99     |
| 2000年（平成12年） | 88     |
| 2005年（平成17年） | 161    |
| 2010年（平成22年） | 172    |
| 2015年（平成27年） | 155    |
| 2020年（令和2年）  | 179    |

## 学区
区立小・中学校に通う場合、学区は以下の通りとなる（2025年4月現在）。
- 区域 : 一丁目、二丁目、三丁目、四丁目　各全域
  - 小学校 : 中央区立常盤小学校
  - 中学校 : 中央区立日本橋中学校

## 事業所
2021年（令和3年）現在の経済センサス調査による事業所数と従業員数は以下の通りである。
| 丁目             | 事業所数    | 従業員数 |
| ---------------- | ----------- | -------- |
| 日本橋室町一丁目 | 553事業所   | 8,793人  |
| 日本橋室町二丁目 | 161事業所   | 12,059人 |
| 日本橋室町三丁目 | 96事業所    | 4,298人  |
| 日本橋室町四丁目 | 297事業所   | 8,591人  |
| 計               | 1,107事業所 | 33,741人 |

### 事業者数の変遷
経済センサスによる事業所数の推移。
| 年                 | 事業者数 |
| ------------------ | -------- |
| 2016年（平成28年） | 978      |
| 2021年（令和3年）  | 1,107    |

### 従業員数の変遷
経済センサスによる従業員数の推移。
| 年                 | 従業員数 |
| ------------------ | -------- |
| 2016年（平成28年） | 28,488   |
| 2021年（令和3年）  | 33,741   |

### 主な企業
- 三越本店
- SBI新生銀行本社 - YUITO日本橋室町野村ビル内
- 新生銀行本店フィナンシャルセンター - YUITO日本橋室町野村ビル内
- 東レ本社 - 日本橋三井タワー内（登記上の本店）
- 中外製薬本社 - 日本橋三井タワー内（登記上の本店は北区）
- にんべん本社 - 室町ちばぎん三井ビルディング内
- 三井住友トラスト・キャピタル
- 三井不動産本社 - 三井本館内
- 青森みちのく銀行東京支店

## 観光
名所・史跡
- 日本橋（架橋）

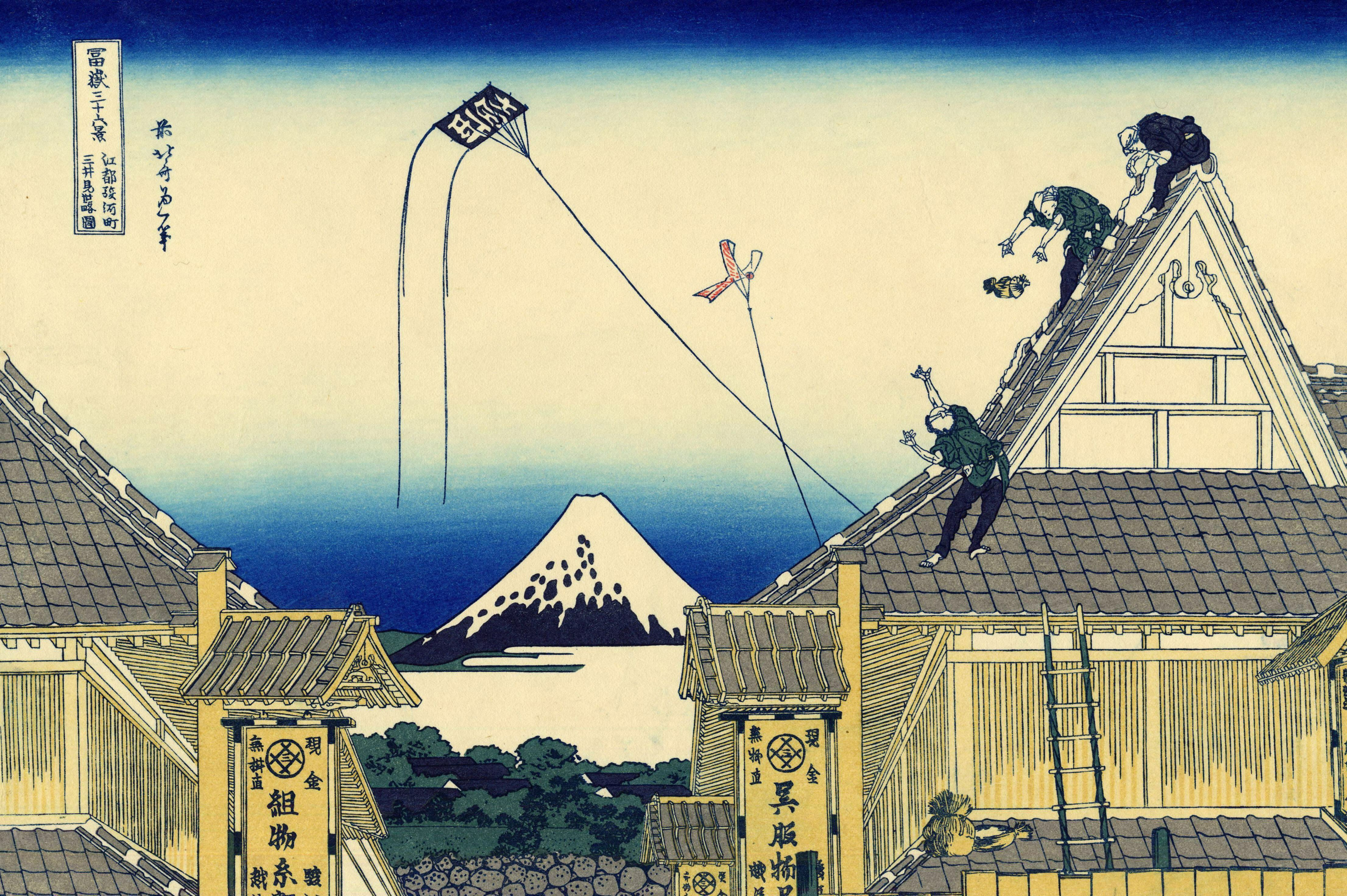
葛飾北斎『富嶽三十六景』より「江都駿河町三井見世略図」。江戸時代、現在の町域に含まれる駿河町は、富士山の眺望を得られる場所として知られ、町名もそれに因んでいた。

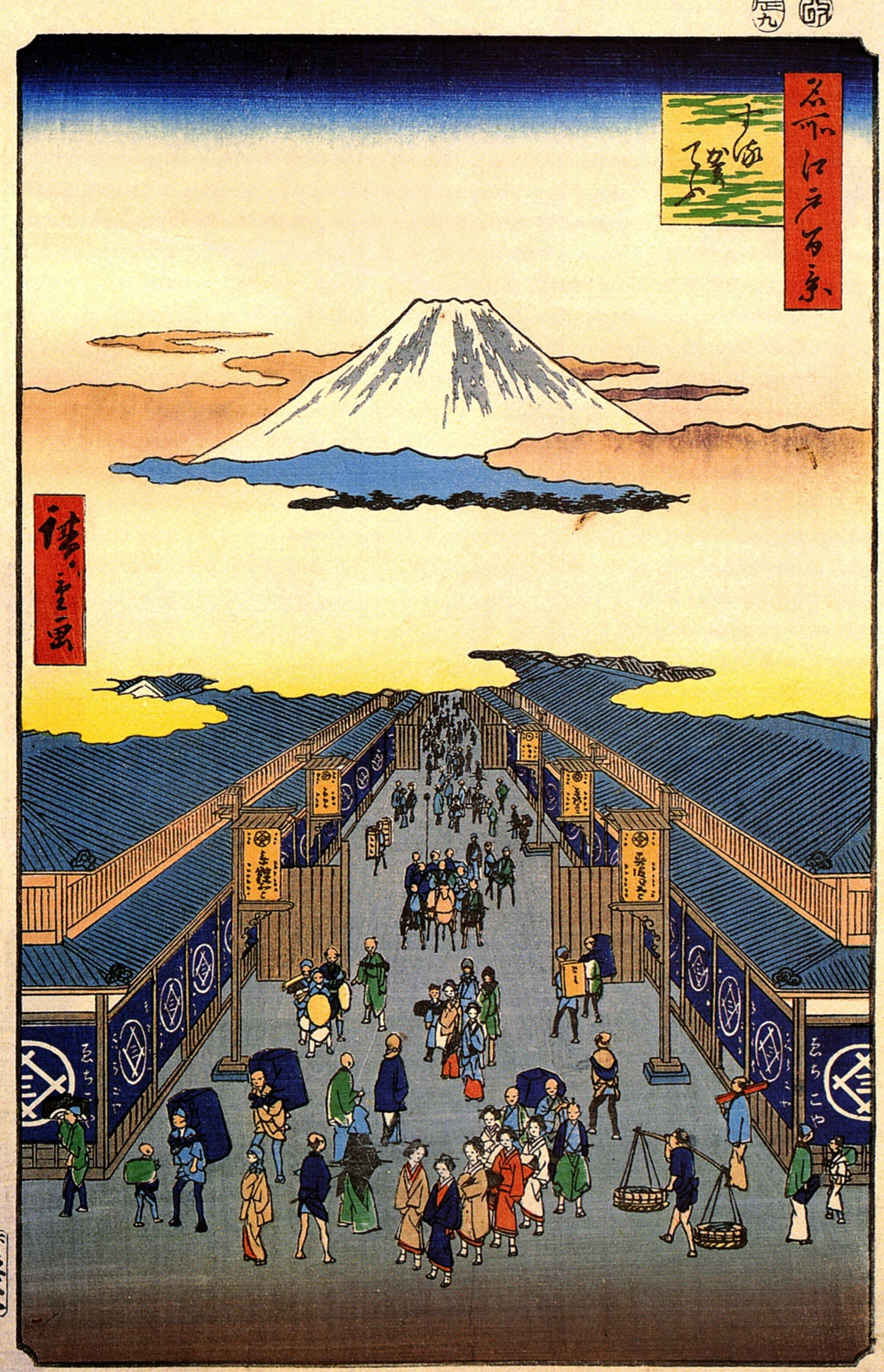
歌川広重『名所江戸百景』より「するかてふ」。

- 日光・奥州街道 - 中央通りと中央区道の一部が該当
- 日本橋三井タワー - 複合商業ビル
  - 千疋屋日本橋総本店
- 三井本館 - 重要文化財建造物
  - 三井記念美術館
- 三越日本橋本店 - 重要文化財建造物
- 室町東三井ビルディング（COREDO室町） - 複合商業ビル
  - 木屋本店
- 室町古河三井ビルディング（COREDO室町2） - 複合商業ビル
  - TOHOシネマズ日本橋
- 室町ちばぎん三井ビルディング（COREDO室町3） - 複合商業ビル
- 日本橋室町三井タワー（COREDO室町テラス） - 複合商業ビル
- 山本海苔店本店

## 交通
鉄道
- 東京メトロ三越前駅（○銀座線、○半蔵門線）
- JR新日本橋駅（■総武快速線）

バス
- 都営バスS-1 日本橋三越前
- 都営バス東42甲 日本橋三越前 / 室町三丁目
- メトロリンク日本橋 地下鉄三越前駅 / 三井記念美術館 / JR新日本橋駅 / 日本橋室町一丁目
- 中央区コミュニティバス北循環 新日本橋駅 / 室町二丁目

道路
- 国道4号（中央通り・江戸通り）
- 国道15号（中央通り）
- 東京都道407号丸の内室町線（江戸通り）

首都高速道路・出入口
- 首都高速都心環状線
- 江戸橋出入口

## 画像一覧

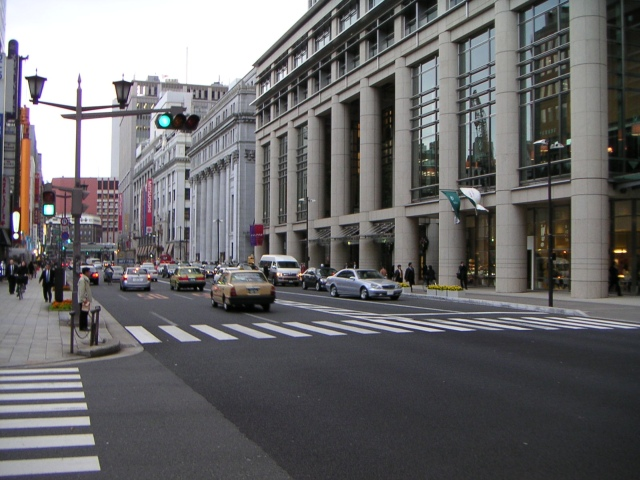
室町三丁目南交差点から日本橋方面を望む

## 出身・ゆかりのある人物
- 久能木慎治（弁護士、会社役員）
- 水森亜土（女優、歌手、イラストレーター）

## その他

### 日本郵便
- 郵便番号 : 103-0022[3]（集配局 : にほんばし蔵前郵便局[15]）。

### 管轄等
- 中央警察署 - 同町周辺の管轄に当たる。（所在地：日本橋兜町）
- 日本橋消防署 - 同町周辺の管轄に当たる。（所在地：日本橋兜町）